# Antimima alborubra
Antimima alborubra là một loài thực vật có hoa trong họ Phiên hạnh. Loài này được (L.Bolus) Dehn mô tả khoa học đầu tiên năm 1988.